# میرزاخون
میرزاخون، روستایی از توابع بخش مرکزی شهرستان زهک در استان سیستان و بلوچستان ایران است.و در نزدیکی شهر زرنج افغانستان!
بنیانگذار آن میرزا خان/خون/خو

## جمعیت
این روستا در دهستان زهک قرار دارد و براساس سرشماری مرکز آمار ایران در سال ۱۳۹۵، جمعیت آن ۴۳۱ نفر (۱۱۴خانوار) بوده‌است.که از این تعداد ۲۲۳ مرد و ۲۰۸ زن می باشند.
نام‌خانوادگی اکثر مردم این روستا پهلوان است که از چند تیره تشکیل شده است.این روستا یکی از آبادیهایی است که طایفه پهلوان در آن ساکن هستند. البته مردمان این روستا از نامهای خانوادگی دیگری نیز استفاده کرده اند. اما نهایتا همه از یک ریشه هستند و همگی اصالتا  پهلوان هستند.از نام خانوادگی های استفاده شده توسط مردم روستا میتوان به پهلوانی ، پهلوان نژاد ، پهلوان مقدم ، پهلوانی نیا ، پهلوان نیا ، آذرنوش ، میرزاخون ، آبار ، انصاری مقدم ، حیدرزاده ، سرگلزایی ، بلخم ، چکاره ، آرامون ، آزمون ، دین بزم ، قادری راد ، ... اشاره کرد.
نام این روستا از شخصی به نام میرزاخوان  گرفته شده است که سال کوچ ایشان به این روستا مشخص نیست . پس از میرزاخوان فرزند مهتر او عباس کدخدای روستا شدند و سپس فرزند کهتر ایشان علیجان بصورت رسمی و از طرف دولت کدخدای روستا شدند.تاریخ فوت ایشان سال ۱۳۶۹ میباشد و پس از ایشان فرزند ارشد او عبدالکریم پهلوان نیا جانشین پدر شدند
شماری از مردم روستا بعد از خشکسالی های دهه ۴۰ به شهرهای شمالی و تهران مهاجرت کردند و در شهرهای دلند ، خانببین ، گرگان ، روستای امیرآباد ، گنبد ، فرون آباد و...  سکنی گزیدند.
بزرگان روستا:
این روستا زادگاه بزرگوارانی پیشرو در اشاعه فرهنگ اسلامی و دلاوری و شجاعت بوده اند که گاه سالاری سرداران بزرگ منطقه را عهده دار بوده اند و گاه به سبب سواد مکتبی وظیفه مباشری خوانین و گاه توسعه علوم قرانی را داشتند.
کربلایی محمد حسن شاهجان:
از بزرگان روستا میتوان به کربلایی محمدحسن فرزند شاه جان سیف اله متوفی ۱۳۵۴ اشاره کرد که بدلیل داشتن صدای زیبا و حافظه قوی در مراسمات آلوکه خوانی میکردند و قبل از ساخت مسجد روستا منزل ایشان محل برگزاری مراسمات مذهبی روستا بود. ایشان که از خصایص زیادی چون شجاعت و سخنوری و دستگیری از فقرا به هنگام تنگدستی پس از خشکسالی برخوردار بودند به کتابهای مختارنامه ، امیرارسلان رومی ، لیلی و مجنون و شاهنامه اشراف کافی داشته و همگان را به حظ وافر میرساندند.لازم به ذکر است ایشان در برهه ای از زمان وظیفه ریش سفیدی روستا را عهده دار بودند و سالار سردار محمد شریف خان نارویی بودند.
ملا ابراهیم پهلوان فرزند مرادعلی:
از دیگر بزرگان روستا میتوان به ملا ابراهیم پهلوان فرزند مرادعلی فرزند دوستمحمد متوفی ۱۳۹۰ اشاره کرد مورد احترام خاص و عام روستای میرزاخون و روستاهای همسایه بودند . مداحی های زیبا و گوشنواز ایشان همچون مداحی و نوحه خوانی پسر عموهایش موسی و ملا ابراهیم فرزندان علیجان دوستمحمد در ایام محرم  زبانزد خاص و عام بود‌.

گالری عکس
_____________________________________

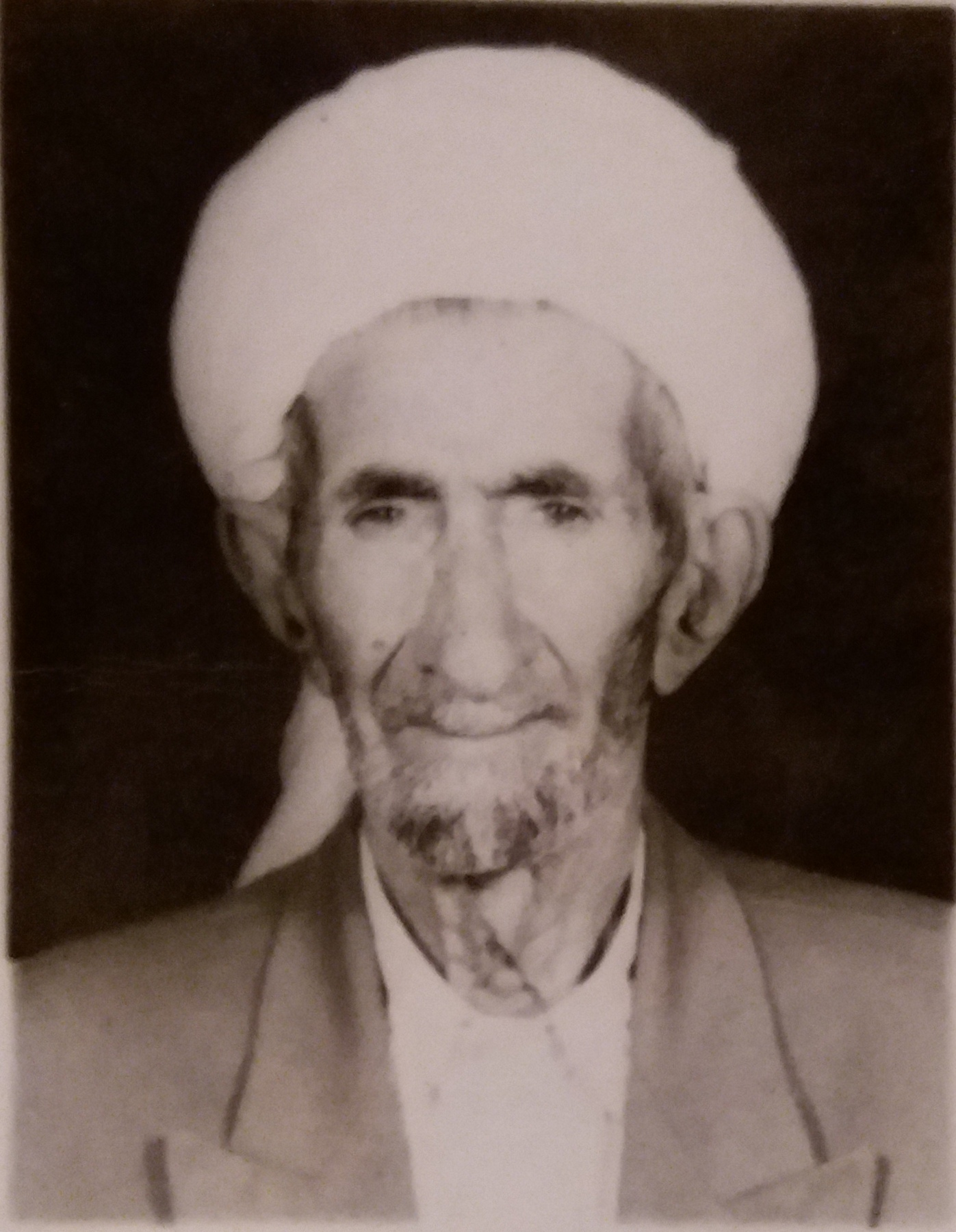